# Forn del Teatre
El Forn del Teatre és al carrer de la Riera de Palma, a l'illa de Mallorca. Va ser creat al segle xix, però la seva façana va ser reformada el 1916 seguint el corrent modernista de l'època. El forn està especialitzat en ensaïmades, llises o farcides.
El conjunt plàstic del Forn del Teatre presenta una sèrie de panells de fusta que emmarquen la porta i les finestres on es combinen els elements epigràfics, les línies ondulades i els motius vegetals i florals. Hi destaca el drac alat central.

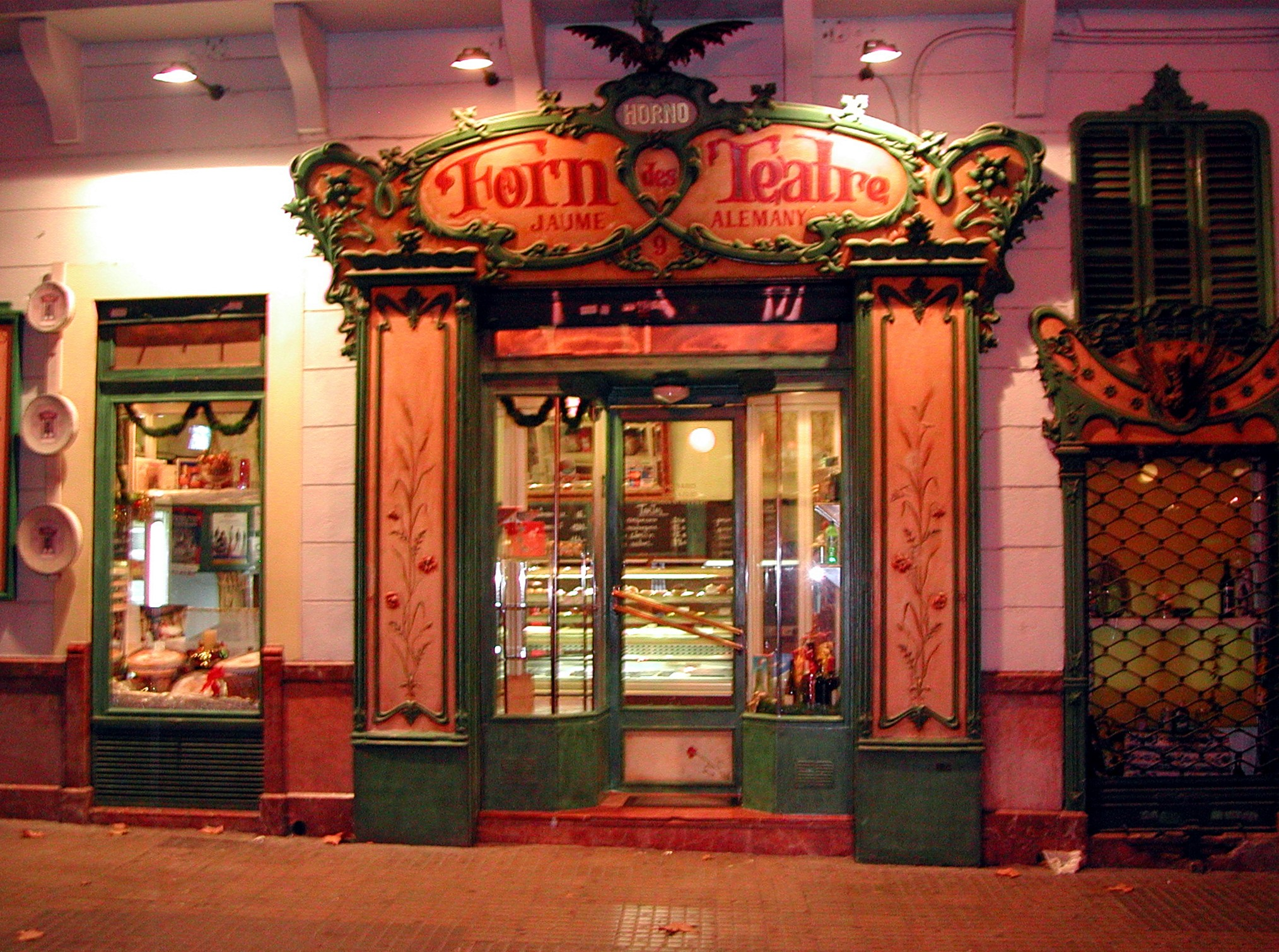
Forn des Teatre (portada)